# Puddy
Das Puddy war ein Volumenmaß im ostindischen Madras (heute Chennai).
Es war neben dem Getreidemaß auch ein Flüssigkeitsmaß. Beide Maße waren gleich groß.
Als Flüssigkeitsmaß durften aber nur Milch, Öl und gereinigte Butter gemessen werden. Wein und Spirituosen wurden nach den alten englischen Maßen gelitert.
Als Flüssigkeitsmaß war die Maßkette
- 1 Kändi/Candy = 20 Marcals = 160 Puddys = 1280 Ollucks = 245,8 Liter

und beim Getreidemaß 
- 1 Gars/Garce = 80 Parahs = 400 Marcals
- 1 Marcals = 8 Puddys = 64 Ollucks
- 1 Puddy = 77,445 Pariser Kubikzoll = 1,5362 Liter (errechnet 1,536875 Liter)